# The Wind That Shakes the Barley (álbum)
The Wind That Shakes the Barley é o nono álbum de estúdio da cantora e compositora canadense Loreena McKennitt, lançado em 2010.

## Faixas
1. "As I Roved Out" – 4:59
2. "On a Bright May Morning" – 5:08
3. "Brian Boru's March" – 3:51
4. "Down by the Sally Gardens" – 5:39
5. "The Star of the County Down" – 3:34
6. "The Wind That Shakes the Barley" – 6:01
7. "The Death of Queen Jane" – 6:04
8. "The Emigration Tunes" – 4:42
9. "The Parting Glass" – 5:13[2]

## Músicos
- Loreena McKennitt  –  vocais (1, 2, 4, 5, 6, 7, 9), piano (1, 5, 6, 8), acordeão (1, 7, 8) e harpa (2, 3, 4, 7)
- Brian Hughes  –  Bouzouki irlandês (1, 3, 5, 7), pedal (3), guitarra (2, 4, 6, 8) e violão (1, 8)
- Hugh Marsh –  violino (1– 9)
- Caroline Lavelle –  violoncelo (1– 8)
- Ben Grossman –  pedal hurdy gurdy (6), bodhrán (1, 6), frame drum (3), taber (3), triângulo (1), sino (3, 5) e chocalho (5)
- Ian Harper –  uilleann pipes (1, 4, 5, 8) e tin whistle (3, 5, 6, 8)
- Tony McManus –  violão (2, 4, 7, 9)
- Jeff Bird –  mandola (1, 5), bandolim (3, 6, 8) e baixo acústico (1, 8)
- Pat Simmonds – violão (1, 5, 6, 8), concertina (3, 5)
- Andrew Collins – bandolim (2, 7) e bandocelo (7)
- Brian Taheny –  bandolim (4)
- Chris Gartner –  baixo (4)
- Andrew Downing –  baixo acústico (5)
- Jason Fowler –  violão (5)
- Jeff Wolpert –  gravações e mixagem[3]

## Desempenho nas paradas
| Parada (2010)          | Melhor posição |
| ---------------------- | -------------- |
| Top Canadian Albums    | 13             |
| Top World Music Albums | 1              |
| Parada (2012)          | Melhor posição |
| Top World Music Albums | 1              |